# Xã Ivy, Quận Lyon, Kansas
Xã Ivy (tiếng Anh: Ivy Township) là một xã thuộc quận Lyon, tiểu bang Kansas, Hoa Kỳ. Năm 2010, dân số của xã này là 261 người.